# Keryn McMaster
Keryn McMaster (Otahuhu, 19 september 1993) is een in Nieuw-Zeeland geboren Australische zwemster.

## Carrière
Bij haar internationale debuut, op de Gemenebestspelen 2014 in Glasgow, veroverde McMaster de bronzen medaille op de 400 meter wisselslag. Op de Pan-Pacifische kampioenschappen zwemmen 2014 in Gold Coast sleept de Australische de bronzen medaille in de wacht op de 400 meter wisselslag, op de 200 meter wisselslag eindigde ze op de twaalfde plaats.
In Kazan nam McMaster deel aan de wereldkampioenschappen zwemmen 2015. Op dit toernooi werd ze uitgeschakeld in de series van zowel de 200 als de 400 meter wisselslag.

## Internationale toernooien
| Jaar | Olympische Spelen | WK langebaan                            | WK kortebaan  | PanPacs                               | Gemenebestspelen |
| ---- | ----------------- | --------------------------------------- | ------------- | ------------------------------------- | ---------------- |
| 2014 |                   |                                         | geen deelname | 12e 200m wisselslag · 400m wisselslag | 400m wisselslag  |
| 2015 |                   | 17e 200m wisselslag 13e 400m wisselslag |               |                                       |                  |

## Persoonlijke records
Bijgewerkt tot en met 9 april 2016
Kortebaan
| Afstand         | Tijd    | Datum            | Plaats   |
| --------------- | ------- | ---------------- | -------- |
| 200m wisselslag | 2.12,37 | 28 november 2015 | Sydney   |
| 400m wisselslag | 4.29,24 | 5 november 2014  | Adelaide |

Langebaan
| Afstand         | Tijd    | Datum        | Plaats   |
| --------------- | ------- | ------------ | -------- |
| 200m wisselslag | 2.12,45 | 9 april 2016 | Adelaide |
| 400m wisselslag | 4.36,35 | 24 juli 2014 | Glasgow  |